# Чеботаренко Сергій Юрійович
Сергій Юрійович Чеботаренко (англ. Sergii Chebotarenko, нар. 26 травня 1984, Київ) — український кінорежисер та продюсер, член Української кіноакадемії. Дебютував з фільмом «Пульс» (2021),.

## Життєпис
Народився в місті Києві 26 травня 1984 року.
З 2009 року починає свою кар'єру як рекламний режисер. Протягом 10 років знімав рекламу для таких брендів як Lenovo, Honda, Subaru, Volkswagen, Socar.
З 2016 році починає також знімати музичні відео для таких виконавців, як Маша Собко, Alyona-Alyona, Время и Стекло, Kalush та інші.
3 2019 року проводить майстер-класи з режисури та продюсування.
2021 дебютував з повнометражним художнім фільмом «Пульс». Робота над фільмом тривала понад 3 роки. Фільм «Пульс»заснований на біографії молодої легкоатлетки, яка потрапила в автомобільну аварію та майже повністю втратила зір. Але вона знаходить в собі сили та повертається у великий спорт.
У січні 2021 року в Америці в рамках кінофестивалю Flathead Lake International Film Festival [Архівовано 18 жовтня 2021 у Wayback Machine.] відбулася міжнародна прем'єра стрічки.
У 2021 став членом української кіноакадемії.
У 2021 розпочав роботу над новою стрічкою про українського винахідника Ігоря Сікорського

## Нагороди
- На американському кінофестивалі Flathead Lake International Film Festival[14] отримав дві головні нагороди. Перемога у двох номінаціях Найкращий фільм [Архівовано 18 жовтня 2021 у Wayback Machine.] та Найкращий режисер [Архівовано 18 жовтня 2021 у Wayback Machine.].
- У Франції на кінофестивалі Nice International Film Festival [Архівовано 19 жовтня 2021 у Wayback Machine.] стрічку відзначили нагородою Jury Award
- На американському кінофестивалі Richmond International Film Festival (RIFF) [Архівовано 18 жовтня 2021 у Wayback Machine.] — перемога у двох номінаціях Найкращий фільм та Найкраща акторка (Наталія Бабенко).[15] Та Jury Award The best of festival.

## Особисте життя
Одружений. Дружина — Анна Чеботаренко. Двоє дітей — донька Емілі та син Марк.